# Jean-François Ferlet
Vous pouvez aider à l'améliorer ou bien discuter des problèmes sur sa page de discussion.
- Il ne s’appuie pas, ou pas assez, sur des sources secondaires ou tertiaires. (Marqué depuis août 2022)
- Sa forme n’est pas encyclopédique et ressemble trop à un curriculum vitæ. Modifiez le texte pour aider à le transformer en article neutre. (Marqué depuis août 2022)

- Archive Wikiwix
- Bing
- Cairn
- DuckDuckGo
- E. Universalis
- Gallica
- Google
- G. Books
- G. News
- G. Scholar
- Persée
- Qwant
- (zh) Baidu
- (ru) Yandex
- (wd) trouver des œuvres sur Wikidata

Jean-François Ferlet, né le 27 juin 1964 à Nice, est un militaire français.
Général d'armée aérienne, il est inspecteur général des armées du 1er septembre 2021 à juillet 2022, après avoir été directeur du renseignement militaire de 2017 à 2021 et chef du centre de planification et de conduite des opérations de 2015 à 2017.

## Biographie

### Famille et formation
Jean-François Ferlet naît le 27 juin 1964 à Nice. Il est marié et père de deux enfants.
Il est diplômé de la promotion 1986 de l'École de l'air et titulaire du brevet de pilote de chasse en 1989.

### Carrière militaire
Jean-François Ferlet a fait partie des opérations Crécerelle en ex-Yougoslavie, Héraclès en Afghanistan et Licorne en Côte d'Ivoire.
Jean-François Ferlet est nommé au grade de général d'armée le 1er septembre 2021. Il avait été nommé précédemment général de corps d'armée le 25 juin 2019, général d'armée le 1er septembre 2021.
En 2015, Jean-François Ferlet est nommé chef du Centre de planification et de conduite des opérations puis directeur du renseignement militaire le 7 juillet 2017. Il est nommé inspecteur général des armées le 1er septembre 2021.
En 2017, Jean-François Ferlet est nommé à la Direction du Renseignement militaire pour « calmer l'incendie » des rivalités DRM - DGSE,. Durant son mandat à la DRM, il s’attèle à la mutation de cette institution et à sa transformation numérique.
Il quitte ses fonctions et entre en deuxième section en juillet 2022.

## Décorations
Le 21 juin 2001, il est nommé au grade de chevalier dans l'ordre national de la Légion d'honneur au titre de commandant. Il est fait chevalier de l'ordre le 12 juillet 2001 puis promu au grade d'officier le 28 juin 2013 au titre de « colonel ». Il est fait officier de l'ordre le 15 juillet 2013 puis promu au grade de commandeur le 25 juin 2019 au titre de « général de corps aérien ».
Le 30 janvier 2008, il est nommé au grade d'officier dans l'ordre national du Mérite au titre de « colonel ». Il est fait officier de l'ordre le 12 juillet 2001 puis promu au grade de commandeur le 4 novembre 2016 au titre de « général de division aérienne ». Il est fait commandeur de l'ordre le 13 décembre 2016 puis élevé à la dignité de grand officier dans l'ordre le 28 avril 2022 au titre de « général d'armée aérienne ».

### Journal officiel de la République française
1. ↑  « Décret du 25 juin 2019 portant promotion des militaires appartenant à l'armée active - Légifrance », sur www.legifrance.gouv.fr (consulté le 2 novembre 2020)
2. ↑  Décret du 21 juin 2001 portant promotion et nomination.
3. ↑  Décret du 21 juin 2001 portant promotion et nomination.
4. ↑  Décret du 25 juin 2019 portant promotion des militaires appartenant à l'armée active.
5. ↑  Décret du 28 juin 2013 portant promotion et nomination.
6. ↑  Décret du 4 novembre 2016 portant promotion et nomination.
7. ↑  Décret du 28 avril 2022 portant élévation et nomination dans l'ordre national du Mérite en faveur des militaires appartenant à l'armée active.

### Autres sources
1. ↑  « Jean-François Ferlet - Who's Who », sur www.whoswho.fr (consulté le 13 août 2022)
2. 1 2 3  Son CV sur le site de l'association de soutien à l'armée française.
3. 1 2  « Le CEMA préside l’adieu aux armes du général d’armée aérienne Ferlet », sur www.defense.gouv.fr, 6 juillet 2022 (consulté le 13 août 2022)
4. ↑  Shahinez Benabed, « Jean-François Ferlet nommé inspecteur général des armées », sur Acteurs Publics, 19 août 2021 (consulté le 13 août 2022)
5. ↑  « Renseignement: les dessous du départ du patron de la DRM », sur Challenges, 31 mars 2022 (consulté le 13 août 2022)
6. ↑  « Armées: ce que révèle le départ brutal du Directeur du renseignement militaire », sur l'Opinion, 1er avril 2022 (consulté le 13 août 2022)
7. ↑  Laurent Lagneau, « Le renseignement militaire français a au moins trois défis à relever », sur Zone Militaire, 26 décembre 2018 (consulté le 13 août 2022)
8. ↑  « À l’horizon 2030, j’envisage que la DRM ait achevé sa transformation numérique : Entretien avec le général Jean-François Ferlet, Directeur du renseignement militaire », DSI HS, no N° 63 « Renseignement militaire : Savoir pour vaincre »,‎ décembre 2018 – janvier 2019 (lire en ligne)